# Chœur national des jeunes
Pour les articles homonymes, voir CNJ.
Le Chœur national des jeunes - a été créé en 1999 par l'association A Coeur Joie à l'initiative de son président de l'époque Erwin List. A sa création, il est composé d'une trentaine de chanteurs, recrutés sur audition entre la France et la Belgique pour une durée de trois ans, éventuellement renouvelable. Ses participants sont des jeunes chanteurs de 18 à 30 ans,  qui doivent savoir déchiffrer la musique, avoir un bon niveau vocal, et faire preuve d'une parfaite autonomie dans le déchiffrage et l'apprentissage des œuvres. Certains d'entre eux se destinent à une carrière musicale ou sont déjà professionnels de la musique en tant qu'instrumentistes, chefs de chœur ou professeurs de musique.
Le fonctionnement de ce choeur s'organise autour de week-end de travail qui se déroulent dans différentes villes de France ou des pays voisins, et d'une session d'une semaine, généralement en été à Vaison la Romaine. Les rencontres des chanteurs sont aussi l'occasion de concerts dans les villes d'accueil.
Connu dans le milieu musical sous son sigle CNJ., ce choeur fonctionnera de cette façon jusqu'en 2016.
À compter de 2017, il prend une autre forme et adopte un nouveau mode de fonctionnement .

## Les chefs du CNJ
Des la création du choeur, le choix a été fait par A Coeur Joie de limiter le mandat des chefs de choeur et du formateur vocal à 3 années. 
Ont successivement assumé la direction de cet ensemble :
- De 1999 à 2002 : Antoine Dubois, assisté par Anne-Liese Domzalsky.
- De 2002 à 2005 : Jean-Marie Puissant[1], assisté par Lisette Mecattini[2].
- De 2005 à 2008 : Valérie Fayet[3], assistée par Pierre Mervant[4].
- De 2008 à 2011 : Fred Sjöberg[5], assisté par Anna Rochelle[6] puis Gunnel Sjöberg.
- De 2011 à 2014 : Régine Théodoresco, assistée par Agnès Brosset[7].
- De 2014 à 2015 :Philippe Forget et Filippo Maria Bressan.
- De 2015 à 2017 : diFilippo Maria Bressan, assisté par Agnès Brosset[8].
- de 2017 à 2020: Christine Morel

## Concerts[9]
Vous trouverez l'agenda des concerts du Chœur National des Jeunes sur son site ! Lors de la saison 2016/2017, le chœur s'est produit à travers toute la France, et fera une tournée en Italie du 6 au 11 septembre 2017, à l'occasion notamment du festival du MiTo.

## Palmarès
Dès sa première année de fonctionnement, le CNJ décroche en mai 2000 la deuxième médaille au concours national du Florilège vocal de Tours, En août 2007, il participe au 55e concours de Polyphonie Arezzo et remporte six prix
- 1er prix en catégorie musique romantique
- 1er prix en catégorie musique contemporaine
- prix de la meilleure interprétation de l'œuvre imposée
- 1er prix du concours polyphonique international
- le grand prix de la ville d'Arezzo
- Prix du meilleur chef de chœur pour Valérie Fayet

Certaines prestations du CNJ au concours d'Arezzo ont été filmées par un vidéaste amateur et accessibles sur internet
En mai 2013, il obtient le 3e Prix au Concours International de Chœurs de Chambre de Marktoberdorf (Allemagne).
En mai 2016,  il remporte 4 prix au concours international du Florilège Vocal de Tours.
- 1er prix dans la catégorie Chœurs mixtes
- Prix de Ministère de la Culture et de la Communication (pour Gnome de Bruno Regnier)
- Prix du meilleur chef pour Filippo Maria Bressan
- Grand Prix de la Ville de Tours (toutes catégories) [14]